# Pantirejo (Sukodono)
Pantirejo is een bestuurslaag in het regentschap Sragen van de provincie Midden-Java, Indonesië. Pantirejo telt 2162 inwoners (volkstelling 2010).